# Kołysanka jodłowa (tom poetycki)
Kołysanka jodłowa – tomik wierszy Jerzego Lieberta, opublikowany w 1932 nakładem oficyny J. Mortkowicza. Zbiorek ukazał się już po śmierci autora, który zmarł na gruźlicę w 1931. Choroba ta stała się tematem omawianego tomu. W najjaskrawszy sposób temat umierania został ukazany w wierszu tytułowym. Oprócz niego w tomie znalazły się między innymi wiersze Sen, Skazańcy, Kantyczka Moribundów, Rapsod żałobny, Pieśń o zagładzie, Gorzkie wióry, Colas Breugnon i Lisy. Na końcu zbiorku zamieszczono przekłady Lieberta z liryki Detleva von Liliencrona (Święto zwycięstwa) i Aleksandra Błoka (Kroki komandora, Ostatni błysk zachodu gasł..., Sęp). Poeta zadedykował tomik Rodzicom,siostrze i bratu. Zbiorek uchodzi za najważniejszy w dorobku poety.